# Mayores
Singles par Becky G
Que Nos Animemos
(2017) Sin pijama
(2018)
Singles par Bad Bunny
Tu No Metes Cabra
(2017) I Like It
(2018)
Mayores (Vieux en français) est une chanson de la chanteuse américaine Becky G et du chanteur portoricain Bad Bunny sortie le 14 juillet 2017, elle comptabilise 1,8 milliard de vues sur YouTube en juillet 2020,.
La chanson a atteint la 1re place au Chili, Panama, Guatemala, Roumanie, Paraguay, Pérou, Bolivie, Honduras, Espagne, équateur et à El Salvador,.

## Performance commerciale
Mayores a débuté à la 12e place du Hot Latin Songs, faisant d'elle le meilleur début de Becky G avant d'atteindre la 3e place.
En Espagne, elle a débuté à la 72e place avant d'atteindre la 4e place quatre semaines plus tard.
Elle a aussi été classée au Billboard Hot 100 en atteignant la 74e place.

## Clip vidéo
Le clip musical a été tourné à Los Angeles et a été mise en ligne le 13 juillet 2017? C'est la 3e fois que Gomez travaille avec Daniel Duran, le clip met en scène l'acteur américain Casper Smart, en juillet 2020 "Mayores" comptabilise près de 1,8 milliard de vues sur YouTube.

## Liste des titres
| 1. | Mayores (featuring Bad Bunny) | 3:22 |

| 1. | Mayores (Urban Tropical) | 3:30 |

| 1. | Mayores (KLAP Remix ft. Lucas Locco) | 3:15 |

## Classements
| Chart (2017–2018)                       | Position |
| --------------------------------------- | -------- |
| Argentine (Hot 100)                     | 5        |
| Bolivie (Monitor Latino)                | 1        |
| Chili (Monitor Latino)                  | 1        |
| Colombie (Monitor Latino)               | 9        |
| Colombie (National Report)              | 8        |
| Costa Rica (Monitor Latino)             | 9        |
| République dominicaine (Monitor Latino) | 2        |
| Équateur (Monitor Latino)               | 1        |
| Équateur (National-Report)              | 1        |
| Salvador (Monitor Latino)               | 1        |
| Guatemala (Monitor Latino)              | 2        |
| Honduras (Monitor Latino)               | 1        |
| Hongrie (Dance Top 40)                  | 23       |
| Amérique latine (Monitor Latino)        | 3        |
| Mexique (Airplay)                       | 39       |
| Pays-Bas (Single Top 100)               | 6        |
| Nicaragua (Monitor Latino)              | 1        |
| Panama (Monitor Latino)                 | 1        |
| Paraguay (Monitor Latino)               | 1        |
| Pérou (Monitor Latino)                  | 1        |
| Pologne (ZPAV)                          | 14       |
| Slovénie (SloTop50)                     | 14       |
| Espagne (PROMUSICAE)                    | 1        |
| Uruguay (Monitor Latino)                | 5        |
| États-Unis (Hot 100)                    | 74       |
| États-Unis (Hot Latin Songs)            | 3        |
| Venezuela (Monitor Latino)              | 14       |

| Chart (2017)                            | Position |
| --------------------------------------- | -------- |
| Argentine (Argentina Hot 100)           | 86       |
| Bolivie (Monitor Latino)                | 15       |
| Chili (Monitor Latino)                  | 10       |
| République dominicaine (Monitor Latino) | 75       |
| Équateur (Monitor Latino)               | 50       |
| Salvador (Monitor Latino)               | 2        |
| Guatemala (Monitor Latino)              | 51       |
| Honduras (Monitor Latino)               | 1        |
| Nicaragua (Monitor Latino)              | 1        |
| Pérou (Monitor Latino)                  | 19       |
| Espagne                                 | 15       |
| Uruguay (Monitor Latino)                | 52       |
| États-Unis (Hot Latin Songs)            | 18       |

| Chart (2018)                 | Position |
| ---------------------------- | -------- |
| Argentine (Monitor Latino)   | 28       |
| Roumanie (Airplay 100)       | 12       |
| Slovénie (SloTop50)          | 40       |
| États-Unis (Hot Latin Songs) | 16       |

| Chart (2019)   | Position |
| -------------- | -------- |
| Portugal (AFP) | 1961     |

## Certifications
| Pays                       | Certification    | Ventes    |
| -------------------------- | ---------------- | --------- |
| Brésil (Pro-Música Brasil) | Platine          | 60,000    |
| Italie (FIMI)              | Or               | 25,000    |
| Mexique (AMPROFON)         | Platine+ Diamant | 360,000   |
| Pologne (ZPAV)             | Platine          | 20,000    |
| Espagne (PROMUSICAE)       | 5 × Platine      | 200,000   |
| États-Unis (RIAA)          | 21 × Platine     | 1,260,000 |